# Athylia laevicollis
Athylia laevicollis là một loài bọ cánh cứng trong họ Cerambycidae.